# Phyllodonta flabellaria
Phyllodonta flabellaria là một loài bướm đêm trong họ Geometridae.